# Xavier Leroux
Pour les articles homonymes, voir Leroux.
Xavier Leroux, né le 11 octobre 1863 à Velletri et mort le 2 février 1919 à Paris, est un compositeur français, époux de la cantatrice réputée Meyrianne Héglon (1867-1942).

## Biographie

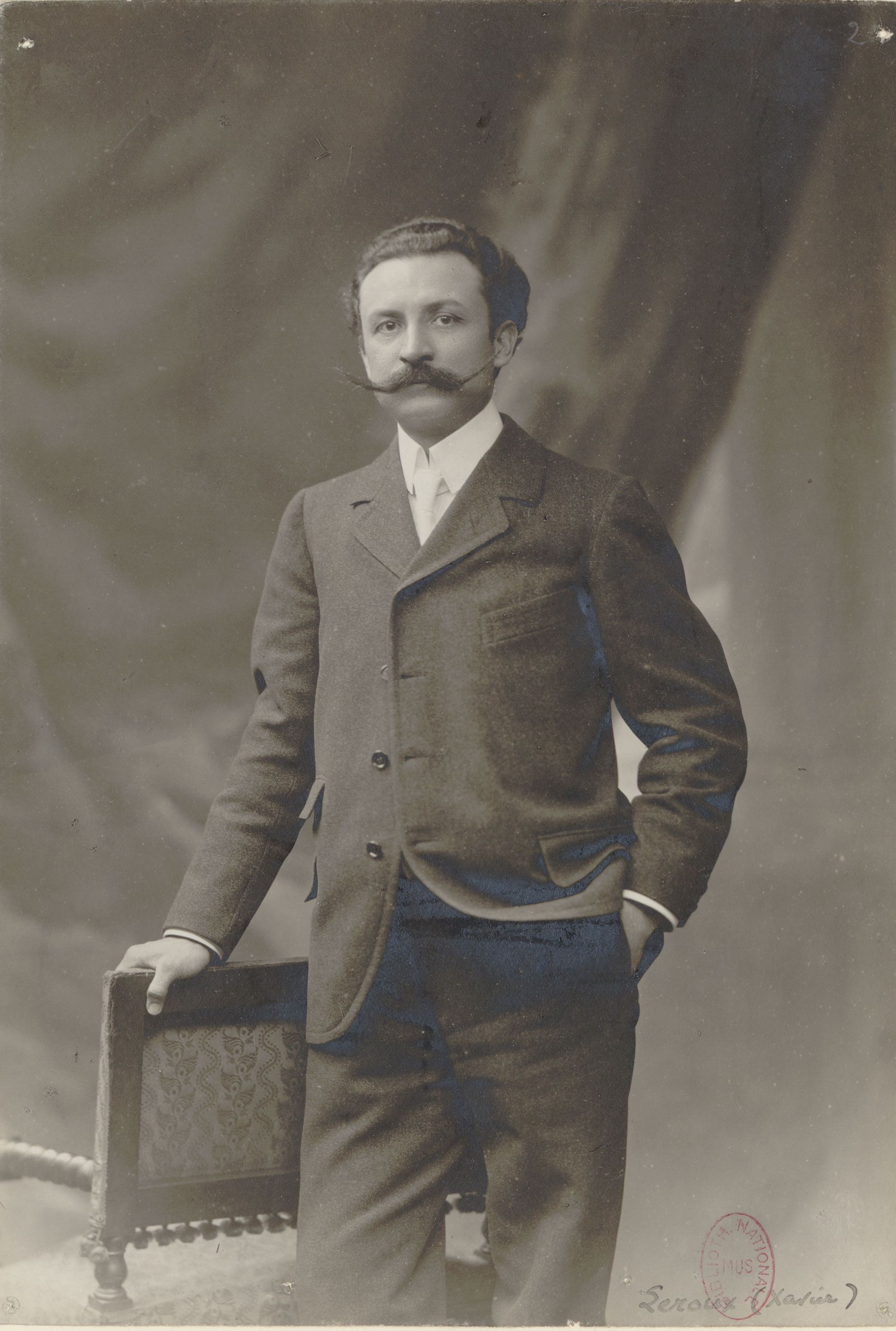
Xavier Leroux en 1900.

Il est le fils de Félix Leroux et de Orsola Maria Attilia Breni. Félix Leroux est chef de musique au 59e de Ligne qui participe à la campagne d'Italie. Il fut en poste à l'école d'artillerie de Chalons, de Vincennes, de Tarbes avant de quitter l'armée pour être chef d'orchestre du Tivoli-Vauxhall de Paris.
Il a été l'élève de Théodore Dubois et de Jules Massenet au Conservatoire de Paris.
En 1885, il remporte le 1er Prix de Rome avec la cantate Endymion. En 1886, il sympathise avec Claude Debussy à la villa Médicis. 
À Paris, il devient professeur d'harmonie au Conservatoire  à partir de 1896. Il a par ailleurs dirigé la Revue Musica. Il a écrit quelques œuvres de musique sacrée (notamment une messe), et quelques motets, mais  c'est la musique de théâtre qui lui procure sa plus grande inspiration ; il compose des musiques de scène (Les Perses d'Eschyle, Pluton d'Aristophane, La Sorcière de Sardou), puis s'oriente vers l'opéra. Son chef-d'œuvre (et son plus grand succès) est incontestablement Le Chemineau, dont l'Opéra-Comique a donné cent six représentations jusqu'en 1945.
Parmi ses élèves en classe d'harmonie, figurent Paul Paray, Roger Désormière, Eugène Bigot, Georges Dandelot, Albert Wolff, Henri Mulet et Louis Fourestier.

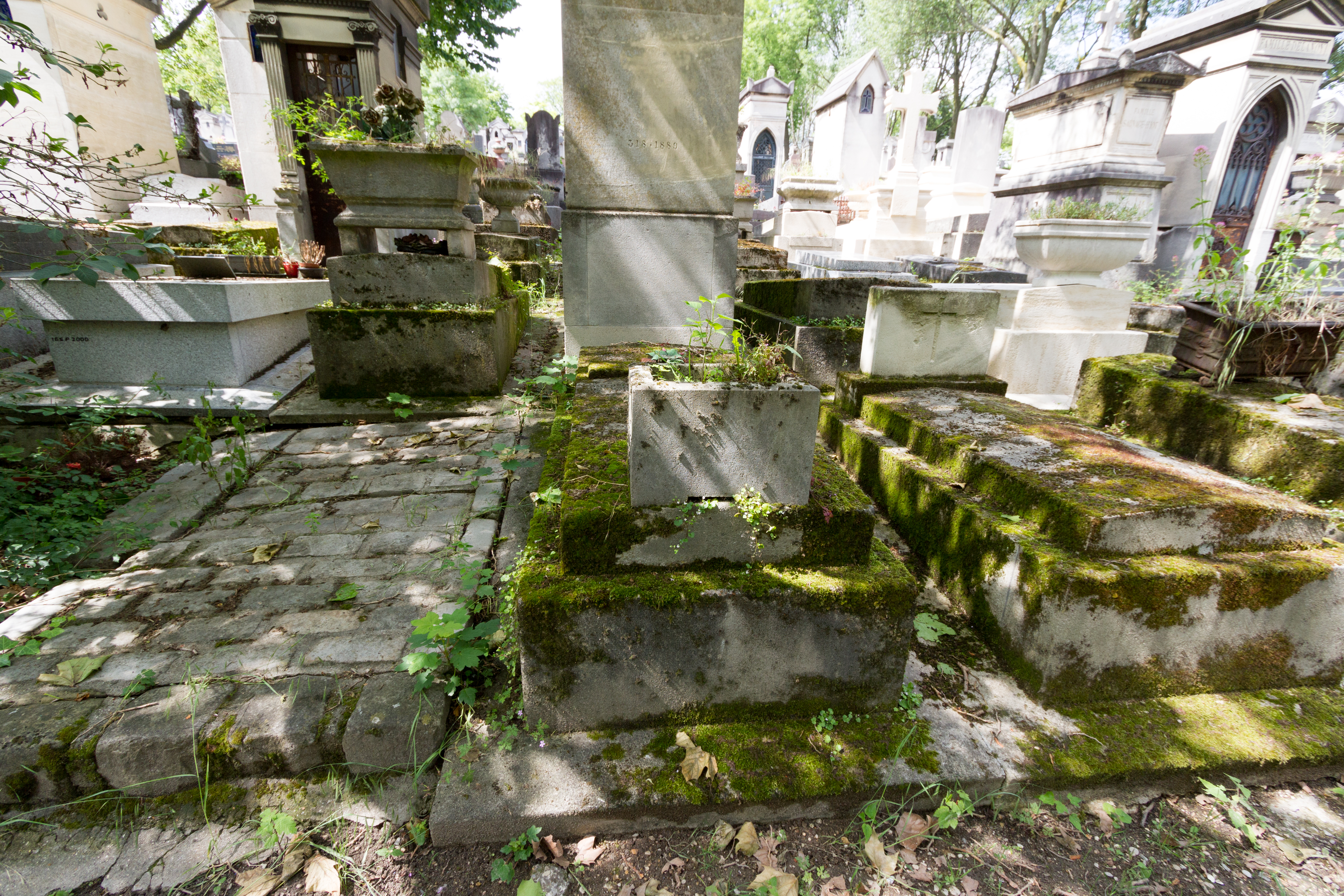
Tombe au cimetière du Père-Lachaise.

En 1910, il réside avec sa femme Meyrianne Héglon 64 rue Cortambert (16e arrondissement de Paris).
Il meurt le 2 février 1919 en son domicile au no 17 avenue Émile-Deschanel (7e arrondissement de Paris), et, est inhumé au cimetière du Père-Lachaise (96e division)

## Prix
- 1885 : 1er prix de Rome (cantate Endymion).
- Chevalier de la Légion d'honneur.

## Œuvres

### Musique de scène
- Les Perses d'Eschyle,
- Pluton d'Aristophane,
- La Sorcière de Sardou
- Les Cadeaux de Noël, Conte Héroïque en un acte d'Émile Fabre (créé le 25 décembre 1915).

### Opéras
- Le Chemineau (Paris, Opéra Comique, 1907)
- Évangéline (représ. Bruxelles, 1895)
- La Montagne enchantée pièce fantastique en 5 actes et 12 tableaux d'Émile Moreau et Albert Carré, musique André Messager et Xavier Leroux, Théâtre de la Porte-Saint-Martin, 12 avril 1897
- Astarté créé le 15 février 1901 au Palais Garnier[4]
- La Reine Fiammette (représ. Paris, 1903)
- Vénus et Adonis (représ. Nîmes, 1905)
- Le Carillonneur (représ. Paris, 1913)
- 1914 : La Fille de Figaro de Maurice Hennequin et Hugues Delorme, musique Xavier Leroux, Théâtre de l'Apollo
- Nausithoé (représ. Nice, 1920)
- La plus forte (représ. Paris, 1924)

### Œuvres diverses
- Hymne (1914) : « A ceux qui glorieusement sont morts pour la Patrie », chanté par Francisque Delmas aux Invalides le 1er novembre 1914. Poème de Victor Hugo.
- Une simpe idèe (1900) Fantasie pour flute, hautbois et piano.